# 天啓帝

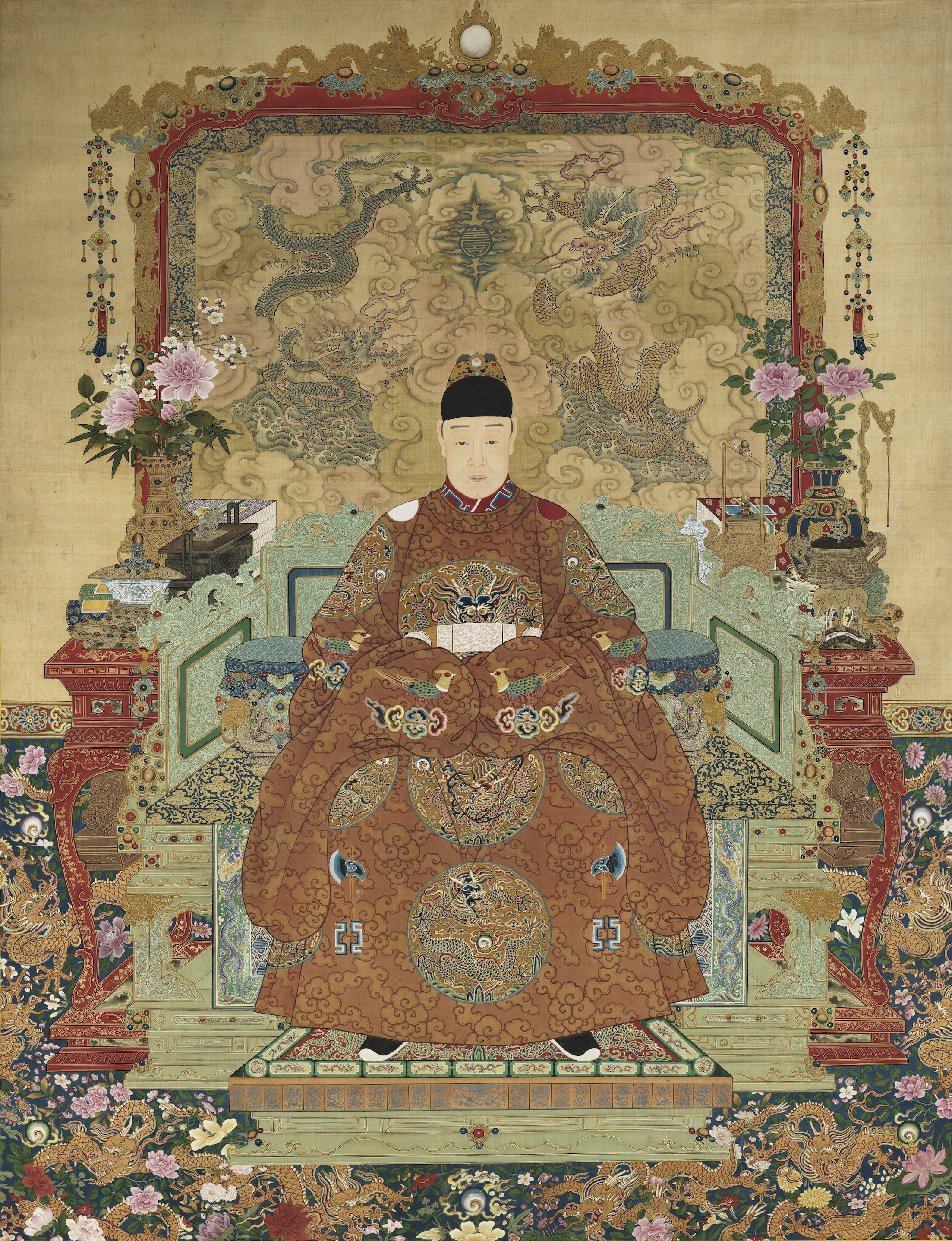
明熹宗常服像

天啓帝（てんけいてい）は、明の第16代皇帝。諱は由校（ゆうこう）。廟号は熹宗（きそう）。日本では在位中の元号である天啓を取って天啓帝と呼ぶのが一般的である。

## 生涯
第15代皇帝泰昌帝の長男として生まれる。1620年（万暦48年・泰昌元年）、即位して間もない父帝が崩御（暗殺と見られる）したために即位した。
天啓帝の7年の治世はそのまま宦官魏忠賢と乳母客氏に因る専横と暴政の時代である。そのせいか、天啓帝は政務の傍ら、大工仕事をするようになった。
魏忠賢は東林党を弾圧することで政界の表舞台に躍り出た。現実の政治に合わない理想論を掲げ実務を担う閣僚たちを攻撃する東林党に対する憎しみは強く、当初は魏忠賢による弾圧を喝采したが、のちに閣僚たちは大きく後悔することになった。魏忠賢の弾圧は、東林党に限らなかったのである。
魏忠賢は権勢を完全に掌握しただけでは飽き足らず、堯天舜徳至聖至神（ぎょうてんしゅんとくしせいししん、堯や舜に匹敵する聖人であると自らを称えさせた）という称号を名乗り、全国に自分の祠を立てさせた。最後には自分の息のかかった者に「魏忠賢の功績は多大であるから、孔子と並んで称えるべきだ」と進言させた。そして反対する者は全て殺害した。
この時期には、国内では悪政に堪えかねた農民蜂起が度々起こり、国外では満洲のヌルハチが後金を建て勢力を拡大していたが、この皇帝と朝廷を全く私物化し腐敗を究める魏忠賢は、たとえ後金相手に負けたとしても賄賂を贈られれば不問に付した。そのためにヌルハチの勢力は抑えられないものになっていった。
天啓7年（1627年）、次代に多大な負担を被せて崩御した。享年23。皇后や妃嬪が妊娠する度に魏忠賢と乳母の客氏が堕胎若しくは殺害し、産まれた男子も皆死亡していたため、弟の信王朱由検（崇禎帝）が帝位を継いだ。

## 宗室

### 后妃
- 懿安皇后張氏
- 皇貴妃范氏、皇貴妃任氏
- 良妃王氏、純妃段氏、成妃李氏、裕妃張氏
- 馮氏、胡氏

### 男子
1. 懐沖太子[5] 朱慈燃 - 水子。母は懿安皇后張氏。
2. 悼懐太子[5] 朱慈焴 - 夭折。母は皇貴妃范氏。
3. 献懐太子[5] 朱慈炅（1624-1626） - 王恭廠大爆発の際に驚死[6]。母は皇貴妃任氏。

### 女子
1. 永寧公主 朱淑娥 - 夭折。母は皇貴妃范氏。
2. 懐寧公主 朱淑嫫[7] - 夭折。母は成妃李氏。[8]

## 登場作品
映画
- 『修羅:黒衣の反逆』（中国・2017年）演：王仁君

ドラマ
- 「大明嬪妃」（中国・2010年、日本未公開）演：牛禹童
- 「明珠遊龍」（中国・2012年、日本未公開）演：宋洋
- 『歓楽無双〜恋する事件帖〜（中国語版）』（中国・2014年）演：翟天臨（中国語版）
- 「袁崇煥」（中国・2018年、日本未公開）演：黄黌